# Альберто Мунарріс
Альберто Мунарріс (ісп. Alberto Munárriz, 19 травня 1994) — іспанський ватерполіст.
Учасник Олімпійських Ігор 2016 року.
Чемпіон світу з водних видів спорту 2022 року.